# Jethou
Jethou (/ʒɛˈtuː/zheh-TOO) là một hòn đảo nhỏ là một phần của Địa hạt Guernsey thuộc Quần đảo Eo Biển. Nó được cho thuê tư nhân, và không mở cửa cho công chúng. Giống như đỉnh của một cây gõ gỗ, nó ở ngay phía nam Herm và có diện tích khoảng 44 mẫu Anh (18 ha).

## Lịch sử
Có bằng chứng về việc sản xuất đá lửa ở một khu vực chỉ tiếp xúc với nước thấp giữa đảo và Crevichon cho thấy công việc vào khoảng 10.000 năm TCN. Người ta nói rằng vào năm 709 sau Công nguyên, một cơn bão đã cuốn trôi dải đất nối liền hòn đảo với Herm. Người Viking gọi đảo là Keitholm. Tên hiện tại của hòn đảo có chứa hậu tố Norman -hou, có nghĩa là hòn đảo nhỏ hoặc ngọn đồi nhỏ. Vào năm 1416, nó đã trở thành một phần tài sản của Henry V và vẫn là tài sản của Crown, hiện được cho thuê tại Bang Guernsey. Trên cùng là một điểm đánh dấu. Người ta nói rằng trong thời gian trước đó, cướp biển đã bị treo trên đó bằng dây xích, như trên Crevichon gần đó.